# Берёзкин, Фёдор Фёдорович
Фёдор Фёдорович Берёзкин (1894—1976) — советский хирург, профессор, генерал-майор медицинской службы. Заслуженный врач РСФСР.

## Биография
Родился в Москве 12 февраля 1894 года[по какому календарю?]. Отец, Фёдор Николаевич Берёзкин, был известен как один из организаторов I съезда Российских хирургов; младший брат Николай Фёдорович — доктор медицинских наук, профессор, член-корреспондент АН Таджикской ССР.
В 1916 году окончил медицинский факультет Московского университета. Участвовал в Первой мировой и Гражданской войнах.
В Великую Отечественную войну до декабря 1941 года был главным хирургом Южного фронта. В последующем возглавлял кафедру военно-полевой хирургии Куйбышевской военно-медицинской академии, а с октября 1942 года — одноименную кафедру ВМА им. С. М. Кирова; в 1943 году был назначен начальником лечебно-профилактического факультета. С июня 1944 года и до конца войны — главный хирург Московского военного округа.
После войны был на административно-лечебной работе. Автор более 30 научных трудов.
Скончался в Москве 8 июня 1976 года. Похоронен на Введенском кладбище (уч. 23).